# BMX-Rennsport-Weltmeisterschaften 2024
Die BMX-Rennsport-Weltmeisterschaften 2024 fanden vom 12. bis 18. Mai im US-amerikanischen Rock Hill statt. Schauplatz war der 2014 errichtete Rock Hill BMX Supercross Track; es waren nach 2017 die zweiten Welttitelkämpfe an dieser Stätte. Die Weltmeisterschaft war relevant für die Qualifikation zu den Olympischen Spielen 2024.

## Programm
Vom 12. bis 15. Mai fand die so genannte BMX Racing World Challenge statt mit Wettbewerben in den Leistungsklassen Challenge und Masters. Die eigentlichen Weltmeisterschaften in der Leistungsklasse Championship wurden am 17. und 18. Mai für Frauen und Männer in den Kategorien Elite, Unter 23 und Junioren ausgetragen.
- Freitag, 17. Mai: 1. Runde, Hoffnungslauf, Achtelfinale
- Sonnabend, 18. Mai: Viertelfinale, Halbfinale, Endläufe

## Challenge und Masters
Die Gewinner der Challenge-Altersgruppen erhielten eine Siegerehrung ohne Medaillen und Podium. Dies, sowie der Titel eines Weltmeisters, blieb den Masters vorbehalten.
| Klasse         | Gold       | Silber         | Bronze        |
| -------------- | ---------- | -------------- | ------------- |
| Männer Masters | Maik Baier | Tanner Sebesta | Barry Nobles  |
| Frauen Masters | Toni James | Lieke Klaus    | Esther Renaut |

## Championship

### Frauen Elite
Es gab 43 Fahrerinnen aus 22 Nationen. Alise Willoughby wurde nach 2017 und 2019 zum dritten Mal Weltmeisterin, wodurch sie mit den bisherigen Rekordweltmeisterinnen Shanaze Reade, Mariana Pajón und María Gabriela Díaz gleichzog.
| Platz | Name             | Zeit (s) |
| ----- | ---------------- | -------- |
| 1     | Alise Willoughby | 32,513   |
| 2     | Zoé Claessens    | + 0,373  |
| 3     | Daleny Vaughn    | + 1,009  |
| 4     | Felicia Stancil  | + 1,770  |
| 5     | Laura Smulders   | + 2,103  |
| 6     | Carly Kane       | + 2,742  |
| 7     | Leila Walker     | + 2,819  |
| 8     | Saya Sakakibara  | + 10,010 |

### Männer Elite
Es gab 74 Starter aus 31 Nationen. Joris Daudet gewann nach 2011 und 2016 zum dritten Mal den Weltmeistertitel, was vor ihm nur Kyle Bennett gelungen war.
| Platz | Name            | Zeit (s) |
| ----- | --------------- | -------- |
| 1     | Joris Daudet    | 32,735   |
| 2     | Niek Kimmann    | + 0,565  |
| 3     | Sylvain André   | + 1,129  |
| 4     | Carlos Ramírez  | + 1,217  |
| 5     | Alfredo Campo   | + 2,158  |
| 6     | Rico Bearman    | + 2,189  |
| 7     | Mauricio Molina | + 2,333  |
| 8     | Kye Whyte       | + 16,819 |

### Frauen U23
Es gab 31 Fahrerinnen aus 14 Nationen.
| Platz | Name                | Zeit (s) |
| ----- | ------------------- | -------- |
| 1     | Veronika Stūriška   | 33,173   |
| 2     | Emily Hutt          | + 0,220  |
| 3     | Bella May           | + 0,654  |
| 4     | Sabina Košárková    | + 1,356  |
| 5     | Valerie Vossen      | + 2,235  |
| 6     | Sharid Fayad        | + 2,257  |
| 7     | Lissi van Schijndel | + 2,900  |
| 8     | Mckenzie Gayheart   | DNF      |

### Männer U23
Es gab 52 Fahrer aus 22 Nationen.
| Platz | Name              | Zeit (s) |
| ----- | ----------------- | -------- |
| 1     | Pedro Benalcazar  | 33,117   |
| 2     | Patrick O’Brien   | + 0,451  |
| 3     | Jason Noordam     | + 0,557  |
| 4     | Jack Greenough    | + 1,235  |
| 5     | Jan Skrzypek      | + 1,758  |
| 6     | Juan José López   | + 1,881  |
| 7     | Ethan Popovich    | + 2,294  |
| 8     | Brian van Eeuwijk | + 2,295  |

### Juniorinnen
Es gab 34 Fahrerinnen aus 18 Nationen.
| Platz | Name              | Zeit (s) |
| ----- | ----------------- | -------- |
| 1     | Teya Rufus        | 33,217   |
| 2     | Lily Greenough    | + 0,559  |
| 3     | Ava Corley        | + 0,834  |
| 4     | Nicole Foronda    | + 1,100  |
| 5     | Alina Beck        | + 1,177  |
| 6     | Sienna Harvey     | + 1,688  |
| 7     | Alexis Alden      | + 8,806  |
| 8     | Grecia Cristodulo | + 23,251 |

### Junioren
Es gab 55 Fahrer aus 25 Nationen.
| Platz | Name              | Zeit (s) |
| ----- | ----------------- | -------- |
| 1     | Joshua Jolly      | 33,464   |
| 2     | Niels Appermont   | + 0,852  |
| 3     | Valentino Vallejo | + 6,713  |
| 4     | Zian Lemée        | + 10,249 |
| 5     | Federico Capello  | + 14,345 |
| 6     | Jesse de Veer     | + 42,833 |
| 7     | Juan Velasquez    | DNF      |
| 8     | Arthur Bretin     | DNF      |

## Medaillenspiegel
| Platz  | Land               | Gold | Silber | Bronze | Gesamt |
| ------ | ------------------ | ---- | ------ | ------ | ------ |
| 1      | Australien         | 2    | 0      | 1      | 3      |
| 2      | Vereinigte Staaten | 1    | 2      | 3      | 6      |
| 3      | Neuseeland         | 1    | 1      | 0      | 2      |
| 4      | Frankreich         | 1    | 0      | 2      | 3      |
| 5      | Deutschland        | 1    | 0      | 0      | 1      |
| 5      | Ecuador            | 1    | 0      | 0      | 1      |
| 5      | Lettland           | 1    | 0      | 0      | 1      |
| 8      | Niederlande        | 0    | 2      | 1      | 3      |
| 9      | Belgien            | 0    | 1      | 0      | 1      |
| 9      | Großbritannien     | 0    | 1      | 0      | 1      |
| 9      | Schweiz            | 0    | 1      | 0      | 1      |
| 12     | Argentinien        | 0    | 0      | 1      | 1      |
| Gesamt | Gesamt             | 8    | 8      | 8      | 24     |